# One Last Time
"One Last Time" is een nummer van de Amerikaanse zangeres Ariana Grande uit 2015. Het is de vierde single van haar tweede studioalbum My Everything. De Franse dj David Guetta heeft meegeschreven aan het nummer.

## Achtergrondinformatie
Het nummer behaalde de 13e positie in de Amerikaanse Billboard Hot 100. Verder bereikte het achtste plaats in de Nederlandse Top 40 en 22e plek in de Vlaamse Ultratop 50.

## Tracklijst
| Nr. | Titel         | Duur |
| --- | ------------- | ---- |
| 1.  | One Last Time | 3:17 |

| Nr. | Titel                            | Duur |
| --- | -------------------------------- | ---- |
| 1.  | One Last Time (met Kendji Girac) | 3:14 |

| Nr. | Titel                     | Duur |
| --- | ------------------------- | ---- |
| 1.  | One Last Time (met Fedez) | 3:18 |

## Hitnoteringen

### Nederlandse Top 40
| Hitnotering: 28-02-2015 t/m 20-06-2015 | Hitnotering: 28-02-2015 t/m 20-06-2015 | Hitnotering: 28-02-2015 t/m 20-06-2015 | Hitnotering: 28-02-2015 t/m 20-06-2015 | Hitnotering: 28-02-2015 t/m 20-06-2015 | Hitnotering: 28-02-2015 t/m 20-06-2015 | Hitnotering: 28-02-2015 t/m 20-06-2015 | Hitnotering: 28-02-2015 t/m 20-06-2015 | Hitnotering: 28-02-2015 t/m 20-06-2015 | Hitnotering: 28-02-2015 t/m 20-06-2015 | Hitnotering: 28-02-2015 t/m 20-06-2015 | Hitnotering: 28-02-2015 t/m 20-06-2015 | Hitnotering: 28-02-2015 t/m 20-06-2015 | Hitnotering: 28-02-2015 t/m 20-06-2015 | Hitnotering: 28-02-2015 t/m 20-06-2015 | Hitnotering: 28-02-2015 t/m 20-06-2015 | Hitnotering: 28-02-2015 t/m 20-06-2015 | Hitnotering: 28-02-2015 t/m 20-06-2015 | Hitnotering: 28-02-2015 t/m 20-06-2015 |
| Week:                                  | 1                                      | 2                                      | 3                                      | 4                                      | 5                                      | 6                                      | 7                                      | 8                                      | 9                                      | 10                                     | 11                                     | 12                                     | 13                                     | 14                                     | 15                                     | 16                                     | 17                                     |                                        |
| -------------------------------------- | -------------------------------------- | -------------------------------------- | -------------------------------------- | -------------------------------------- | -------------------------------------- | -------------------------------------- | -------------------------------------- | -------------------------------------- | -------------------------------------- | -------------------------------------- | -------------------------------------- | -------------------------------------- | -------------------------------------- | -------------------------------------- | -------------------------------------- | -------------------------------------- | -------------------------------------- | -------------------------------------- |
| Positie:                               | 33                                     | 22                                     | 14                                     | 10                                     | 10                                     | 9                                      | 8                                      | 12                                     | 15                                     | 15                                     | 16                                     | 21                                     | 23                                     | 29                                     | 30                                     | 36                                     | 40                                     | uit                                    |

### NederlandseSingle Top 100
| Hitnotering: 21-02-2015 t/m 29-08-2015 | Hitnotering: 21-02-2015 t/m 29-08-2015 | Hitnotering: 21-02-2015 t/m 29-08-2015 | Hitnotering: 21-02-2015 t/m 29-08-2015 | Hitnotering: 21-02-2015 t/m 29-08-2015 | Hitnotering: 21-02-2015 t/m 29-08-2015 | Hitnotering: 21-02-2015 t/m 29-08-2015 | Hitnotering: 21-02-2015 t/m 29-08-2015 | Hitnotering: 21-02-2015 t/m 29-08-2015 | Hitnotering: 21-02-2015 t/m 29-08-2015 | Hitnotering: 21-02-2015 t/m 29-08-2015 | Hitnotering: 21-02-2015 t/m 29-08-2015 | Hitnotering: 21-02-2015 t/m 29-08-2015 | Hitnotering: 21-02-2015 t/m 29-08-2015 | Hitnotering: 21-02-2015 t/m 29-08-2015 | Hitnotering: 21-02-2015 t/m 29-08-2015 |
| Week:                                  | 1                                      | 2                                      | 3                                      | 4                                      | 5                                      | 6                                      | 7                                      | 8                                      | 9                                      | 10                                     | 11                                     | 12                                     | 13                                     | 14                                     | 15                                     |
| -------------------------------------- | -------------------------------------- | -------------------------------------- | -------------------------------------- | -------------------------------------- | -------------------------------------- | -------------------------------------- | -------------------------------------- | -------------------------------------- | -------------------------------------- | -------------------------------------- | -------------------------------------- | -------------------------------------- | -------------------------------------- | -------------------------------------- | -------------------------------------- |
| Positie:                               | 60                                     | 31                                     | 15                                     | 12                                     | 11                                     | 12                                     | 13                                     | 14                                     | 17                                     | 19                                     | 19                                     | 22                                     | 27                                     | 29                                     | 30                                     |
| Week:                                  | 16                                     | 17                                     | 18                                     | 19                                     | 20                                     | 21                                     | 22                                     | 23                                     | 24                                     | 25                                     | 26                                     | 27                                     | 28                                     |                                        |                                        |
| Positie:                               | 29                                     | 36                                     | 34                                     | 39                                     | 40                                     | 39                                     | 36                                     | 50                                     | 56                                     | 67                                     | 72                                     | 74                                     | 93                                     | uit                                    |                                        |

### 3FM Mega Top 50
| Hitnotering: 28-02-2015 t/m 18-07-2015 | Hitnotering: 28-02-2015 t/m 18-07-2015 | Hitnotering: 28-02-2015 t/m 18-07-2015 | Hitnotering: 28-02-2015 t/m 18-07-2015 | Hitnotering: 28-02-2015 t/m 18-07-2015 | Hitnotering: 28-02-2015 t/m 18-07-2015 | Hitnotering: 28-02-2015 t/m 18-07-2015 | Hitnotering: 28-02-2015 t/m 18-07-2015 | Hitnotering: 28-02-2015 t/m 18-07-2015 | Hitnotering: 28-02-2015 t/m 18-07-2015 | Hitnotering: 28-02-2015 t/m 18-07-2015 | Hitnotering: 28-02-2015 t/m 18-07-2015 |
| Week:                                  | 1                                      | 2                                      | 3                                      | 4                                      | 5                                      | 6                                      | 7                                      | 8                                      | 9                                      | 10                                     | 11                                     |
| -------------------------------------- | -------------------------------------- | -------------------------------------- | -------------------------------------- | -------------------------------------- | -------------------------------------- | -------------------------------------- | -------------------------------------- | -------------------------------------- | -------------------------------------- | -------------------------------------- | -------------------------------------- |
| Positie:                               | 32                                     | 16                                     | 16                                     | 13                                     | 17                                     | 10                                     | 12                                     | 18                                     | 18                                     | 17                                     | 18                                     |
| Week:                                  | 12                                     | 13                                     | 14                                     | 15                                     | 16                                     | 17                                     | 18                                     | 19                                     | 20                                     | 21                                     |                                        |
| Positie:                               | 22                                     | 24                                     | 27                                     | 28                                     | 32                                     | 39                                     | 44                                     | 44                                     | 42                                     | 44                                     | uit                                    |

## Releasedata
| Land                | Releasedatum     | Formaat                             | Label    |
| ------------------- | ---------------- | ----------------------------------- | -------- |
| Verenigd Koninkrijk | 22 augustus 2014 | Muziekdownload (als promotiesingle) | Republic |
| Verenigde Staten    | 10 februari 2015 | Radio                               | Republic |
| België              | 16 februari 2015 | Muziekdownload (Franse versie)      | Republic |
| Frankrijk           | 16 februari 2015 | Muziekdownload (Franse versie)      | Republic |
| Zwitserland         | 16 februari 2015 | Muziekdownload (Franse versie)      | Republic |
| Italië              | 26 mei 2015      | Muziekdownload (Italiaanse versie)  | Republic |